# ماردوک الخاص
ماردوک الخاص کارگردان و فیلم‌نامه‌نویس ایرانی آشوری‌تبار سینمای ایران بود.

## زندگی
ماردوک الخاص، زادهٔ ۱۳۱۶ در تهران، فارغ‌التّحصیل رشته شیمی و راه و ساختمان از ایالات متحده بود. وی فعالیت هنری را سال ۱۳۳۲ به عنوان نویسنده، مترجم و منتقد سینمایی در مجله ستاره سینما آغاز کرد. سپس برای ادامه تحصیل در رشته فیلمسازی دوباره به ایالات متحده سفر کرد و در بازگشت به ایران فعالیت فیلم‌سازی را از سال ۱۳۴۳ با کارگردانی فیلم پروانه شروع کرد (البته این فیلم در آن سال نمایش داده نشد؛ در سال ۱۳۴۷ با تغییرات و اضافاتی که روبرت اکهارت در این فیلم انجام داد، با نام قدرت عشق نمایش داده شد). او در سال ١٣٨٧ در ایالات متحده درگذشت. 
وی برادر هانیبال الخاص، نقاش و مدرس هنری بود.

## فیلم‌شناسی
- آلونک (۱۳۴۷ کارگردان و نویسنده)
- قدرت عشق (۱۳۴۷ کارگردان و نویسنده)
- ایستگاه ترن (۱۳۴۵ کارگردان و نویسنده)